# Ammospermophilus insularis
Ammospermophilus insularis är en däggdjursart som beskrevs av Nelson och Edward Alphonso Goldman 1909. Ammospermophilus insularis ingår i släktet Ammospermophilus och familjen ekorrar. Inga underarter finns listade.

## Utseende
Med en absolut längd av 210 till 240mm, en svanslängd av 71 till 83mm och en vikt av 70 till 100g har arten samma storlek som andra släktmedlemmar. Bakfötterna är 36 till 42mm långa och öronen är 8 till 11mm stora. Pälsen på ovansidan är kanelbrun och det förekommer en vit längsgående strimma på varje sida. Undersidans päls är gulvit. Arten har en kortare och borstigare sommarpäls.

## Utbredning och ekologi
Denna gnagare är endemisk för ön Isla Espíritu Santo som ligger framför halvön Baja California i Mexiko. Populationen godkänns inte som självständig art av IUCN och räknas där istället till arten Ammospermophilus leucurus. Typiska växter på ön är buskar som Lysiloma candida samt kaktusväxer av pachycereussläktet och släktet Lophocereus.
Arten är dagaktiv och den vistas främst på marken. Exemplaren klättrar ibland i växtligheten. De äter olika frön, gröna växtdelar och frukter, inklusive drakfrukter och frukter av Lycium brevipes. Lätet har en låg frekvens. Ekorren delar reviret med svart åsnehare. Den jagas troligtvis av rovfåglar och ormar.
På grund av den begränsade utbredningen är populationen känslig för förändringar. Flera exemplar faller offer för introducerade tamkatter.